# Litkî, Luhînî
Litkî (în ucraineană Літки) este localitatea de reședință a comunei Litkî din raionul Luhînî, regiunea Jîtomîr, Ucraina.

## Demografie
Componența lingvistică a localității Litkî
     Ucraineană (98,71%)
     Alte limbi (1,28%)
Conform recensământului din 2001, majoritatea populației localității Litkî era vorbitoare de ucraineană (98,71%), existând în minoritate și vorbitori de alte limbi.